# Чудесный источник
«Чудесный источник» («Сладкие грезы», таит. Nave nave moe, фр. Eau délicieuse ) — картина французского художника Поля Гогена из собрания Государственного Эрмитажа.
На переднем плане изображены две сидящие на пригорке женщины-таитянки, вокруг головы одной из них — нимб, другая держит тропический плод. Правее — цветущие лилии. За их спинами небольшое озеро; на его берегу сидит обнажённая женщина, рядом с которой стоит её подруга в длинной белой юбке. На дальнем плане слева видна большая гора, немного правее её большое дерево и пальмы. Справа за большими валунами показана двойная статуя, возле которых танцуют четыре женщины. В левом нижнем углу название картины на таитянском языке, подпись художника и дата: NAVE NAVE MOE P Gauguin / 94.
Картина написана в начале 1894 года в Париже после возвращения Гогена из первой поездки на Таити и, по мнению А. Г. Барской, «является собирательным образом-воспоминанием» о пребывании в Полинезии.
У картины существует эскиз «Женщины на берегу реки» (холст, масло, 31,8 × 40 см, частная коллекция), на котором запечатлена правая часть холста: две фигуры у воды, груда камней и вдали три танцующие девушки под деревьями (статуя отсутствует). Несмотря на то что эскиз датирован самим художником 1892 годом, составитель каталога-резоне творчества Гогена Ж. Вильденштейн отнёс его исполнение к 1898 году. А. Г. Барская указывает что, поскольку последняя цифра на эскизе написана нечётко, то Вильденштейн неверно её прочитал и принял за восьмёрку. Однако, когда 9 мая 2001 года этот эскиз был выставлен на торги в аукционном доме «Кристис», специалисты аукционного дома при осмотре картины также указали что дата на ней стоит именно 92. А. Г. Костеневич отмечал, что этот эскиз исполнен «если не с натуры, то по живым впечатлениям, в почти импрессионистической манере».
Гоген в этой картине использовал и просуммировал несколько мотивов и образов, которые им были задействованы в ряде предыдущих работ.
Обе сидящие девушки с переднего плана впервые появились на картине «Дом маори», там они изображены единой группой (холст, масло, 73 × 92 см, собрание Ронигер, Швейцария). Также они есть на картине «Большое дерево», хранящейся в Кливлендском художественном музее, на этой работе они разнесены в разные части картины (холст, масло, 74 × 92,8 см). А. Г. Костеневич определяет их как образы, символизирующие Деву Марию и Еву с яблоком. Около 1893—1894 годов Гоген, работая над рукописью и оформлением своей книги «Ноа Ноа», создал гравюру на дереве, которая по его замыслу должна была служить титульным листом книги; в двух верхних медальонах этой гравюры он использовал фигуры «Евы» и «Марии». Оригинальная печатная форма гравюры и один из её авторских оттисков находятся в собрании Метрополитен-музея. Авторские оттиски этой гравюры есть и в других музеях мира.
Большое дерево с округлой кроной присутствует на втором плане картин «В прежние времена» (музей Тиссена-Борнемисы) и «Празднество Хины» (частная коллекция в США) и является главенствующим элементом картин «Женщина на берегу реки» (музей Ван Гога) и «У подножия горы» (Эрмитаж). Аналогичный цветок лилий встречается на картине «Таитянские пасторали» (Эрмитаж).
По мнению А. Г. Барской, двойная статуя, возле которой танцуют девушки, имеет прямое отношение к полинезийскому культу лунной богини Хины. Однако А. Г. Костеневич, ссылаясь на британского исследователя Р. Филда, пишет, что это изваяние, возможно, является верховным богом Таароа (Тангароа) и одной из его жён. Статуя также присутствует на картине «Её звали Вайраумати» (Пушкинский музей). Танцующие девушки почти дословно «процитированы» с картины «В прежние времена» (музей Тиссена-Борнемисы). Аналогичное изображение одиночной статуи находится на нескольких картинах Гогена. Основным источником изображения этой фигуры является описание из книги Ж.-А. Моренхута «Путешествие по островам Великого океана» (Париж, 1837) — Б. Даниельссон указывает, что Гоген несомненно был знаком с этой книгой и читал её уже находясь на Таити: «Гоген был настолько захвачен эпическим повествованием, принял на веру все реконструкции и толкования Муренхута, хотя среди них есть много ошибочных».
Изображение сидящей возле воды обнажённой девушки Гоген ранее использовал в качестве основной фигуры на картине «А, ты ревнуешь?» (Пушкинский музей), а впоследствии повторил её на картине «Великий Будда» (также находящейся в Пушкинском музее).
Таитянское название картины, «Nave nave moe», разными исследователями переводится по-разному. Есть варианты «Сладостная мечта», «Восхитительное сновидение» и «Радость отдохновения». Однако 18 февраля 1895 года, когда картина была выставлена на распродаже картин и рисунков Гогена в парижском аукционном доме «Отель Друо», деньги с которой шли на финансирование новой поездки Гогена на Таити, то в каталоге распродажи, вероятно составленном самим Гогеном, название картины было продублировано на французском языке: «Eau délicieuse» — «Пленительный (или Сладостный) источник». На этой распродаже картину за 340 франков приобрел бельгийский художник Эмиль Шуффенекер. Однако в коллекции Шуффенекера картина находилась недолго и 10 ноября 1897 года на распродаже Досбура была продана за 160 франков.
Далее картина выставлялась в галерее Амбруаза Воллара, где ей было дано название «Fête champêtre» («Сельский праздник»). Там её 5 октября 1907 года за 8000 франков приобрёл московский промышленник и коллекционер И. А. Морозов. После Октябрьской революции собрание Морозова было национализировано, и с 1923 года картина находилась в Государственном музее нового западного искусства, где получила своё устоявшееся название — «Чудесный источник». В 1931 году картина была передана в Государственный Эрмитаж. С конца 2014 года выставляется на четвёртом этаже здания Главного штаба, зал 412.
Главный научный сотрудник отдела западноевропейского искусства Эрмитажа доктор искусствоведения А. Г. Костеневич, анализируя картину, отмечал в ней высочайшую символическую, но при этом и разнородную, нагрузку и писал:

Она оказалась одним из наиболее противоречивых произведений мастера. Верх и низ здесь стилистически не одинаковы: верхняя часть — мягче и пластичнее, в нижней же больше клуазоннистского переплетения линий. <…> Источник — символ, свойственный буквально всем религиям; в христианстве он связывается со спасением и духовной жизнью. Лилии <…> воплощение чистоты и непорочности, а яблоко в руках таитянской Евы — воплощение первородного греха. Однако христианские идеи <…> предстают в весьма специфическом преломлении. Помещённые у чудесного источника Мария и Ева представлены на восточный лад и погружены в состояние медитации. Одновременно они как бы символизируют юность человечества, в сопоставлении с более зрелыми женщинами среднего плана, для которых время грёз прошло: они что-то обсуждают, всем поведением обозначая сугубо земной, житейский аспект бытия, соседствующий с возвышенным, духовным.